# Овид (Мичиген)
Овид (енгл. Ovid) град је у америчкој савезној држави Мичиген.

## Демографија
По попису из 2010. године број становника је 1.603, што је 89 (5,9%) становника више него 2000. године.
| Група             | 2000.         | 2010.         |
| Белци             | 1.424 (94,1%) | 1.472 (91,8%) |
| Афроамериканци    | 2 (0,1%)      | 6 (0,4%)      |
| Азијати           | 0 (0,0%)      | 2 (0,1%)      |
| Хиспаноамериканци | 64 (4,2%)     | 91 (5,7%)     |
| Укупно            | 1.514         | 1.603         |